# ЛСП (музикант)
Олег Вадимович Савченко (біл. Але́г Вадзі́мавіч Са́ўчанка, нар. 10 липня 1989, м. Вітебськ), більш відомий під сценічним псевдонімом ЛСП (скорочення від англ. Little Stupid Pig) — білоруський музикант, виконавець, репер, автор текстів із Вітебська. Сольну кар'єру почав у 2007 році. В доробку музиканта знаходиться три міні-альбоми і чотири студійні платівки. Працював з могильовським продюсером Романом Сащеко (більш відомим під псевдонімом Рома Англічанин; 27 квітня 1988 — 30 липня 2017) як однойменний дует «ЛСП».

## Життя
Олег Савченко народився 10 липня 1989 року у Вітебську, в сім'ї журналістів. Ще в дитинстві почав займатися музикою, коли його батько найняв для нього репетитора по грі на фортепіано. Через якийсь час кидає заняття і починає писати перші вірші в стіл.
Першим виконавцем, чиї пісні Олегу усвідомлено подобалися, називає Андрія Губіна. У 14 років бачить телепрограму «Фабрика зірок 4», в якій виступає Тіматі. Здивувавшись наявності репу на Першому каналі, вирішує заглибитися в хіп-хоп-культуру, ставши слухачем Децла і Bad Balance. Пізніше знайомиться з російським роком і творчістю таких музикантів відповідного жанру, як Земфіра, Найк Борзов, «МультFільми», «Мумій Троль» і «Король і Шут». Однак через якийсь час повертається до репу, почавши слухати американський хіп-хоп, з досвіду прослуховування якого і робить висновок, що «звучання так само важливо, як сенс, а іноді навіть, може бути, важливіше».
Закінчив філологічний факультет МЛУ за фахом «лінгвіст-викладач»: як згадує сам Олег, в той час не обходилося без фінансових труднощів. Однак батьки завжди підтримували як його самого, так і його музичні починання.

## Кар'єра

### 2007—2009— початок кар'єри
В 2007 вийшов дебютний мікстейп «Я всё понял!» (укр. Я все зрозумів!)
У тому самому році випущено мікстейп «Here We Come Again»
У 2009 було випущено спільний альбом з Deech та Maxie Flow — «Без апелляций»

### 2009—2012— знайомство з Романом Сащеко
В липні 2011 Олег випустив перший відеокліп на трек «Хиппи» (укр. Хіпі)
Через 2 місяці було випущено EP «Видеть цветные сны» (укр. Бачити кольорові сни) в який увійшло 6 пісень.
В травні 2012 року Олег познайомився з білоруським бітмейкером Романом Сащеко, родом з Могильову, відоміший за псевдонімом «Рома Англичанин»
24 травня була випущена перша їхня спільна робота — трек «Номера»
У вересні вийшов відеокліп на трек «Зачем мне этот мир» (укр. Навіщо мені цей світ")

### 2013—2014— два студійних альбоми, Booking Machine
13 травня 2013 випущено відеокліп на пісню «Коктейль» який пізніше увійшов до альбому «ЁП»
На початку січня 2014 було випущено перший студійний альбом «ЁП» в який увійшли пісні 2012—2014 років.
24 травня випущено другий студійний альбом — «Виселицца» (укр. Шибениця) в який увійшло 8 треків.
Влітку було знято два відеокліпи — «Винегрет» та «Потерян и не найден» (укр. Втрачений та не знайдений)
Протягом другої половини 2014 року дует знайомиться з відомим російським репер Oxxxymiron (справжнє ім'я — Мирон Федоров)
20 серпня 2014 року стало відомо що під егідою Федорова ЛСП підписали контракт з лейблом Booking Machine
У вересні бере участь у реп-битві «Versus Battle» проти Meowizzy, в якому здобув перемогу. В інтерв'ю 2017 року зізнався що шкодує про участь у «Versus Battle»

### 2015—2016— три альбоми, вихід з Booking Machine
3 лютого 2015 в мережу було випущено міні-альбом «Romantic Colegtion»
16 липня було випущено відеокліп на пісню «Безумие» з репером Oxxxymiron з майбутнього альбому.
19 липня 2015 випущено альбом «Magic City» (укр. Магічне місто) в якому участь взяли Pharaoh, Oxxxymiron, Sil-A. В альбом ввійшло 12 треків, 5 з них спродюсував Роман Сащеко. Треки «Bullet» та «Безумие» попали в топ-10 російськомовних пісень 2015.
10 вересня випущено відеокліп на трек «ОК»
Під кінець літа — початок осені дует ЛСП виходить з лейблу «Booking Machine». Причиною послужило занадто мала кількість концертів під керівництвом лейблу.
1 квітня 2016 випущена скандальна пісня «Imperial». На думку Oxxxymiron, планувалося що Олег завуальовано задіссить Booking Machine та її учасників. Porchy, учасник Booking Machine, португалець, маючи куплет на трек, погано знаючи російську мову, дізнався переклад і доклав все Oxxxymiron. Oxxxymiron дізнавшись все, зробив 3-й куплет на пісню, розповів все що думає про Олега та про дует ЛСП та пізніше виклав 1 годинне відео-звернення на YouTube де розповідає про цю ситуацію. Сам Олег пояснює що Мирон неправильно його інтерпретував і те що в нього не було в планах робити дісс.
17 травня випущено ремікс на пісню «Безумие» в який Олег замінив куплет Федорова своїм, 2-м куплетом.
30 вересня випущено міні-альбом «Кондитерская» разом з Pharaoh. В нього увійшло 6 треків.

### 2017—2019— Tragic City, смерть Роми Англічаніна
25 квітня ЛСП взяли участь в гумористичному шоу — Big Russian Boss Show.
28 квітня 2017 року був випущений третій студійний альбом — Tragic City, в який ввійшло 13 треків, та взяла участь лише одна людина — поет Олексій Ніконов.
Tragic City є прямим продовженням історії альбому Magic City.
20 травня вийшов кліп на трек «Монетка» в якому перший і останній раз слухачі почули Рому Англічаніна.
28 липня було випущено пісню «Pimperial» разом з Big Russian Boss. Остання робота Романа Сащеко.
30 липня 2017 року, помер Роман Сащеко від зупинки серця в віці 29 років. Роман мав проблеми зі здоров'ям, викликані ймовірно надмірним вживанням наркотиків та алкоголю. За рік до своєї смерті Роман розповів що йому жити залишилося кілька місяців, лікарі розповіли що його організм занадто виснажений.
5 серпня, Олег повідомив що проєкт ЛСП закривати не стане, а осінній тур в підтримку альбому відміняти не буде.
В склад тепер вже групи, ввійшло 2 людини — Den Hawk та Петро Клюєв.
2 жовтня 2017 було випущено відеокліп на пісню «Тело» (укр. Тіло) в честь Романа Сащеко. Роль Романа зіграв відомий російський відеоблогер, комік, критик — Дмитро Ларін.
В той самий день ЛСП виступили з новим складом на шоу «Вечерний Ургант», виконавши пісню «Лабиринт отражений»

В грудні вийшов анімаційний кліп на нову пісню «Маленький принц».

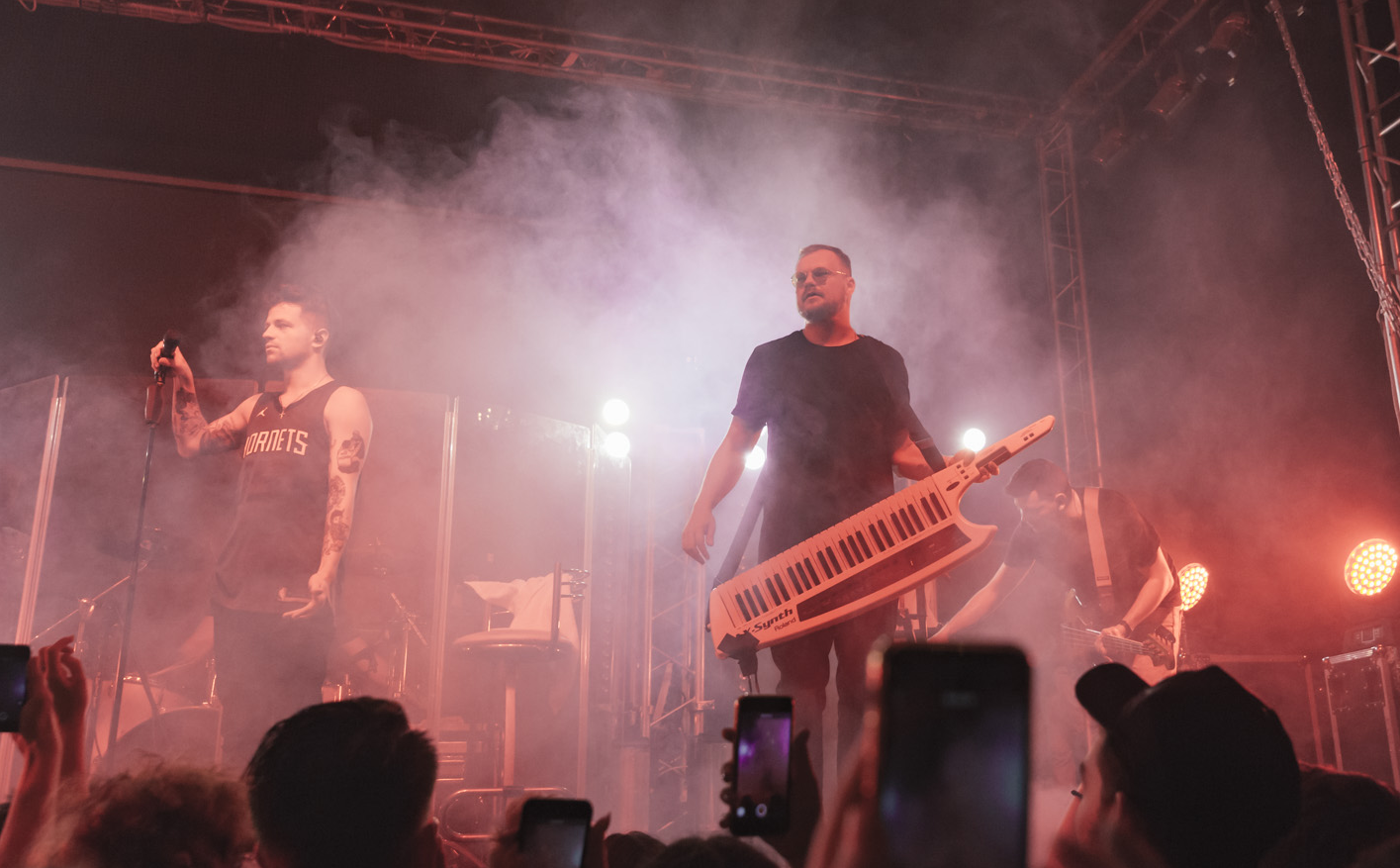
Концерт ЛСП

28 лютого 2018 випущено відеокліп на ремікс пісні Face — Baby. Головну роль зіграв білоруський відеоблогер — Приятный Ильдар (укр. Приємний Ільдар). Зйомки велися ще в серпні 2017 року.
17 вересня Олег, Feduk, та Єгор Крід випустили спільний трек — «Холостяк». Реліз відбувся на шоу «Вечерний Ургант». Відеокліп випущено 9 жовтня. 15 жовтня Олег випустив свою сольну версію пісні.
15 грудня на YouTube каналі «ЛСП» відбувся реліз короткометражного фільму «Ирония судьбы, или Tragic City» (укр. Іронія долі, або Tragic City) За сюжетом фільму Гарік (Філіп Грабовецький) вирішує врятувати свою сестру (Діана Возчікова), яка тонула в місті Tragic City і вирішила працювати на місцевого злочинця Ская (Олег Савченко). «Герой жадає помсти і заради цього готовий вдатися до будь-яких, навіть самим жорстоких заходів …» — говорить синопсис. Закадровий голос на початку розповіді належить Степану Кармі, який раніше записував інтерлюдію для альбому Magic City.
Протягом 2019 року було випущено 8 треків: «Зеленоглазые деффки» (разом з MORGENSHTERN), «Сводим с ума» (разом з Rigos), «Автоплей», «Никогда», «Парень с блока» «Золотой мальчик», «Весновка-Ушача» (разом з M'Dee), «Патрон» (разом з 25/17).
Кліп на трек «Золотой мальчик» знімався в Анголі.

### 2020— наш час
Після 3-річного очікування нового матеріалу від Олега, 11 вересня 2020 року він випускає 11-трековий альбом під назвою «Свиное рыло». Альбом «Свиное рыло» виявився музикальною казкою про 3-ох поросят.
Через тиждень, 18 вересня 2020 року, ЛСП випускає довгоочікуваний 15-трековий альбом «One More City», продовження історій «Magic City» та «Tragic City», та фінальна частина трилогії.
23 квітня 2021 року Олег випустив пісню «Королева бала», яка є синглом з майбутнього альбому, вихід якого запланований на 2022 рік.

### Сім'я
20 липня 2018 року Олег одружився з Владиславою Амельковою, до цього вони зустрічалися кілька років.
16 лютого 2019 року в них народилася дочка Аріана.

## Абревіатура (розшифрування)
Як заявив Олег в інтерв'ю програми «У Блейза на диване» у відповідь на один з найбільш поширених питань — «Звідки взялася назва і що вона означає?», — варіантів, що відповісти, музикант має більш ніж достатньо, а саме питання сприймає вже як білий шум. Так, в різних інтерв'ю і відповідь на це питання виглядала інакше:
- В інтерв'ю журналу NUC (10 квітня 2014 року): «Одного разу років 10 поспіль я дивився у вікно, це було, коли я вчився в школі ще. Загалом, я дивився у вікно на сонце і став відчувати в собі с…ного баптиста, коли сонце заговорило зі мною. Хоч я не зрозумів ні…я з того, що воно сказало, і баптистом так і не став, але в серці осів сонячний символізм цих чудових слів — „Лучик сильнее пули“. Не знаю, звідки б їм узятися, але абревіатура припала мені до душі»[11][неавторитетне джерело].

- В інтерв'ю сайту The Flow (17 червня 2014 року): «Зазвичай коли у нас беруть інтерв'ю, то відразу запитують про назву. Нещодавно запитали — а чи правда, що це означає „Лучик сильнее пули“? Ну ми говоримо, ні, це означає „Лижи сам … вагіну“»[6].

- В інтерв'ю «У Блейза на диване» (29 липня 2014 року): «[Ближче мені зараз варіант] „Любящее сердце пацана“. У нас в Білорусі є група „Разбітае сэрца пацана“. Ну типу, зрозуміло. А ось ми недавно усвідомили, що ЛСП — це, напевно, „Любящее сердце пацана“. Ще не „Розбите“»[12].

- На Versus Battle проти Meowizzy (19 жовтня 2014 року) Олег обіграв розшифровку ЛСП так: «Ты ЛСП, но не Олег — ты просто лижешь свой пенис».

- В інтерв'ю на Big Russian Boss Show (25 квітня 2017 року): «Моя улюблена розшифровка — „Лучше спросите попозже“»[13].

- Розшифровка ЛСП зустрічається в декількох треках артиста: «„ЛСП“- лжи, страсти и пороки» («Magic City», Tragic City), «ЛСП, лучше спой песню о любви, самую правдивую» («Деньгинепроблема», Tragic City).
- Справжня розшифровка ЛСП — lil stupid pig (укр. маленька дурна свиня)

## Дискографія

### Студійні альбоми
- 2014 — «ЁП»
- 2014 — «Виселицца»
- 2015 — «Magic City»
- 2017 — «Tragic City»
- 2020 — «Свиное рыло»
- 2020 — «One More City»

### Міні-альбоми
- 2007 — «Я всё понял!»
- 2007 — «Here We Come Again»
- 2009 — «Без апелляций» (разом з Deech та Maxie Flow)
- 2011 — «Видеть цветные сны»
- 2015 — «Romantic Colegtion»
- 2016 — «Кондитерская[14]» (разом з Pharaoh)